# Hozier
Andrew Hozier-Byrne, conegut com a Hozier   (Bray, 17 de març de 1990), és un músic i cantautor irlandès. El 2013 llançà el seu primer EP, titulat Take Me to Church, i el seu segon EP el 2014, From Eden. El seu àlbum debut, Hozier, fou llançat a Irlanda el setembre de 2014 i globalment a l'octubre.

## Biografia
Andrew Hozier-Byrne nasqué el 17 de març (Dia de Sant Patrici) de 1990 a Bray, Comtat de Wicklow, Irlanda. És fill d'un músic de blues local, cosa que marcà el seu futur. S'apuntà a la seva primera banda als 15 anys, tocant una varietat d'estils musicals: R&B, soul, gospel, blues, etc. Hozier començà a cursar un grau de Música al Trinity College, a Dublín. Des de 2009 fins a 2012 cantà amb Anúna, un grup coral irlandès, i anà de gires mundials. Llançà un EP, Take Me to Church, el 2013, que esdevingué viral a YouTube i Reddit, i així és com donà el pas a la fama. Un segon EP, From Eden, aparegué durant la primavera de 2014 i el setembre del mateix any, Columbia llançà el seu àlbum debut, Hozier.